# Haroldo Corrêa de Mattos

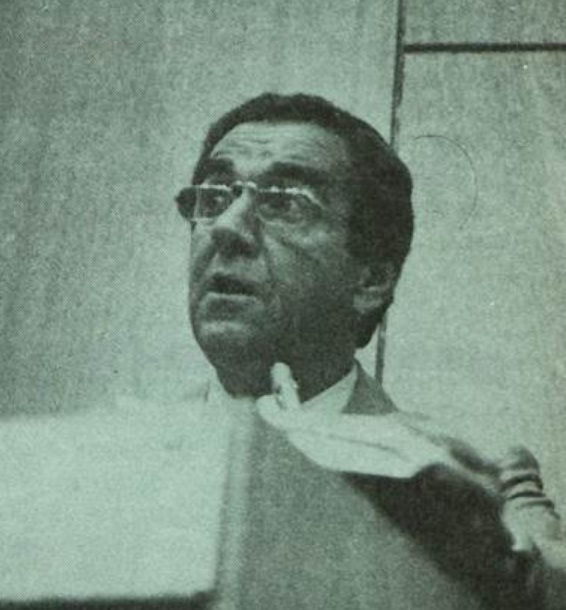
Haroldo Corrêa de Mattos (1982)

Haroldo Corrêa de Mattos (* 10. Februar 1923 in Engenheiro Paulo de Frontin, Bundesstaat Rio de Janeiro; † 15. Juni 1994 in Rio de Janeiro) war ein brasilianischer Politiker.

## Leben
Mattos machte 1951 seinen Abschluss in Elektroingenieurswesen an dem Instituto Militar de Engenharia (IME), früher die Escola Técnica do Exército. Von 1965 bis 1967 war er Direktor der Embratel (Empresa Brasileira de Telecomunicações) und von 1969 bis 1974 Präsident des brasilianischen Postunternehmens Correios (Empresa Brasileira de Correios e Telégrafos, ECT), wo er Modernisierungen einleitete.
Er war vom 15. März 1979 bis 15. März 1985 Minister für Kommunikation im Kabinett von Präsident João Figueiredo.

## Schriften
- Comunicações ou silêncio. Editora Rio, Rio de Janeiro 1977.
- Politica das comunicações. Ministério das Comunicações, Brasília 1984.